# Vivienne Mort
Vivienne Mort (també de vegades adaptat a l'ucraïnès: Вів'єн Морт) és un grup de música indie-rock ucraïnès. La formació es va idear el 2007 al voltant de la cantant i líder Daniela Zaiushkina, tot i que els concerts no van començar abans el 2009. Creadora de música intel·lectualitzant, el darrer àlbum de la banda publicada el 2018, Досвід, es va veure nominat a la categoria "art musical' als premis Xevtxenko.
D'ençà de la invasió russa d'Ucraïna del 2022, el grup fa concerts exclusivament per a donar suport a les Forces Armades d'Ucraïna.

## Discografia
- 2010: Єсєнтукі LOVE (2010)
- 2013: Театр Pipinó (2013)
- 2014: Готика (2O14)
- 2015: Filin (2015)
- 2016: Rósa (2016)
- 2018: Досвід (2018)